# Matías Médici
Matías Médici est un coureur cycliste argentin, né le 29 juin 1975 à Ramos Mejía (province de Buenos Aires).

## Repères biographiques
Il a représenté l'Argentine lors des championnats du monde de cyclisme sur route 2005 et 2007, et aux Jeux olympiques de 2008, sur route et en contre-la-montre. Il a été interdit de participer aux championnats de 2006 en raison d'un hématocrite trop élevé, comme son compatriote Martín Garrido. En 2011, il a fait partie de l'équipe cycliste brésilienne Funvic-Pindamonhangaba.

### Rutas de América 2012 et contrôle positif
En février 2012, il dispute avec la formation uruguayenne Porongos de Flores (es), Rutas de América 2012 (es). Il remporte le deuxième secteur de la quatrième étape, un contre-la-montre et se classe troisième au classement général final. Cependant, le journal El Observador révèle au mois de mai que Médici a été contrôlé positif, à l'EPO lors de cette épreuve. Même si la fédération argentine ne reçoit la notification que quelques jours plus tard, Médici est suspendu deux ans. Malgré son titre de champion panaméricain du contre-la-montre, il perd ainsi, au profit de Maximiliano Richeze, sa sélection pour les Jeux olympiques.

## Palmarès
- 1997
  - 2e du championnat d'Argentine sur route
- 2003
  - 5e et 8e (contre-la-montre) étapes du Tour d'Uruguay
  - 3e du championnat d'Argentine du contre-la-montre
- 2004
  - Vuelta Chaná
  - Rutas de América :
    - Classement général
    - 7eb étape (contre-la-montre)

  - 5e et 8e (contre-la-montre) étapes du Tour d'Uruguay
  - Tour de Santa Catarina :
    - Classement général
    - Prologue et 8eb étape (contre-la-montre)

  - 3e du championnat d'Argentine du contre-la-montre
- 2005
  - Rutas de América :
    - Classement général
    - 7eb étape (contre-la-montre)

  - 2eb étape du Tour de Porto Alegre (contre-la-montre)
  - Prologue du Tour de Santa Catarina
  - 2e du Tour de l'État de Sao Paulo
  - 9e du championnat du monde du contre-la-montre
- 2006
  -  Champion d'Argentine du contre-la-montre
  - Doble Bragado :
    - Classement général
    - 6ea étape (contre-la-montre)

  - 6e étape du Tour de l'État de Sao Paulo (contre-la-montre)
  - Prologue du Tour du Chili
  -  Médaillé d'or du contre-la-montre aux Jeux sud-américains[7]
- 2007
  - 6ea étape de la Doble Bragado (contre-la-montre)
  - Tour de Rio de Janeiro :
    - Classement général
    - 2e étape (contre-la-montre)

  - 1re étape du Tour de Santa Catarina (contre-la-montre par équipes)
  -  Médaillé d'argent du contre-la-montre aux Jeux panaméricains
  - 3e du Tour de l'État de Sao Paulo
- 2008
  -  Champion d'Argentine du contre-la-montre
  - 6e (contre-la-montre) et 8e étapes du Tour de Mendoza
  - 9ea étape du Tour d'Uruguay (contre-la-montre)
  - Clásica 1° de Mayo
  -  Médaillé d'argent du championnat panaméricain du contre-la-montre
- 2009
  - 3e étape du Tour de San Juan (contre-la-montre)
  - Contre-la-montre par équipes du Tour de l'État de Sao Paulo
  - 500 Millas del Norte :
    - Classement général
    - 5e étape

  - 2e du Tour de San Juan
  - 2e du championnat d'Argentine du contre-la-montre
  -  Médaillé de bronze du championnat panaméricain du contre-la-montre
- 2010
  -  Champion d'Argentine du contre-la-montre
  - 5e étape du Tour du Paraná
  -  Médaillé d'argent du contre-la-montre aux Jeux sud-américains
- 2011
  - Giro del Sol San Juan :
    - Classement général
    - 4e étape (contre-la-montre)

  - Clásica 1° de Mayo
  - 2e du championnat d'Argentine du contre-la-montre
  -  Médaillé d'argent du contre-la-montre aux Jeux panaméricains
- 2012
  -  Champion panaméricain du contre-la-montre
  - 4eb étape de la Rutas de América (contre-la-montre)
  - 3e de la Rutas de América
- 2015
  - 2e du championnat d'Argentine du contre-la-montre
- 2016
  - 3e étape du Tour de Santa Catarina
- 2017
  - 2eb étape de la Vuelta Chaná (contre-la-montre)
  - Rutas de América :
    - Classement général
    - 3eb étape (contre-la-montre)
- 2024
  - 2e de la Clásica 1° de Mayo

## Classements mondiaux
| Année            | 2005 | 2006 | 2007 | 2008 | 2009 | 2010 | 2011 |
| ---------------- | ---- | ---- | ---- | ---- | ---- | ---- | ---- |
| UCI America Tour | 38e  | 39e  | 17e  | 50e  | 114e | 105e | 326e |